# Консульские диптихи
Консульские диптихи — в Византии диптихи (таблички для записей) из слоновой кости, рассылавшиеся консулами в ознаменование их вступления в должность.
Изготовление консульских диптихов предусмотрено в кодексе императора Феодосия (438 год), но известны и более ранние экземпляры (самый старый из известных датирован 406 годом). Диптихи прекратили своё существование при Юстиниане I (последний диптих датирован 541 годом).
Форма византийского консульского диптиха была заимствована от античного римского. На консульских диптихах помещалось изображение назначенного консула (в полный рост или погрудно) в обрамлении растительного орнамента. Кроме этого встречаются в отдельных медальонах цирковые сцены, состязания колесниц на ипподроме, борьба с дикими зверями, театральные актёры. Также диптихи покрывались красками, иногда инкрустировались драгоценными камнями.
В ранних диптихах видно влияние античных традиций. Это проявляется как в стилистике изображения, так и в подборе сцен (например, сцены из античных драм, персонификации и т. п.). Консульские диптихи VI века показывают появление византийского стиля на фоне греко-восточной художественной традиции. Это отражает «стремления к стильной манере, выработке форм, особенно драпировок, и трудно было бы не связывать этих черт с потребностями столичных кругов, правительственных заказов, и отрицать участие старых мастерских Италии и новых в Константинополе».

## Список диптихов
Согласно немецкому историку Рихарду Дельбрюку, сохранились следующие консульские диптихи:
| №  | Изображение | Принадлежность                                        | Год | Место хранения                        | Обнаружение, год | Примечания |
| -- | ----------- | ----------------------------------------------------- | --- | ------------------------------------- | ---------------- | --- |
| 1  |             | Флавий Аниций Петроний Проб                           | 406 | Сокровищница собора Аосты             | 1835             | |
| 2  |             | Констанций III                                        | 417 | Хальберштадтский собор                | 1819             | |
| 3  |             | Флавий Констанций Феликс                              | 428 | Кабинет медалей, Париж                | 1706             | |
| 4  |             | Астирий                                               | 449 | Дармштадт                             | 1660             | |
| 5  |             | Флавий Мессий Феб Север                               | 470 | Лейпциг                               | 1743             | |
| 6  |             | Флавий Цецина Деций Максим Василий Юниор              | 480 | Уффици, Флоренция Замок Сфорца, Милан | 1716             | Длительное время диптих приписывался консулу 541 года. В 1892 году немецкий историк Ганс Гревен по стилистическим соображениям атрибутировал диптих консулу 480 года, что подтвердил в Р. Дельбрюк. |
| 7  |             | Флавий Манлий Боэций                                  | 487 | Музей монастыря Святой Джулии, Брешия | 1717             | Диптих Боэция |
| 8  |             | Руфий Ахилий Сивидий                                  | 488 | Кабинет медалей, Париж                | 1809             | |
| 9  |             | Флавий Ареобинд Дагалайф Ареобинд                     | 506 |                                       |                  | Диптих Ареобинда |
| 10 |             | Флавий Тавр Клементин Армоний Клементий               | 513 | World Museum, Ливерпуль               | 1742             | |
| 11 |             | Прокопий Антемий                                      | 515 | Лимож                                 | 1708             | |
| 12 |             | Флавий Анастасий Павел Проб Сабиниан Помпей Анастасий | 517 | Кабинет медалей, Париж                |                  | |
| 13 |             | Флавий Анастасий Павел Проб Мосхиан Проб Магн         | 518 |                                       |                  | |
| 14 |             | Юстиниан I                                            | 521 |                                       |                  | |
| 15 |             | Флавий Феодор Филоксен Сотерих Филоксен               | 525 |                                       |                  | |
| 16 |             | Флавий Руфий Геннадий Проб Орест                      | 530 |                                       |                  | |
| 17 |             | Стратегий Апион                                       | 539 |                                       |                  | |
| 18 |             | Юстин                                                 | 540 |                                       |                  | |